# 412年
| 千纪： | 1千纪 |
| 世纪： | 4世纪 \| 5世纪 \| 6世纪 |
| 年代： | 380年代 \| 390年代 \| 400年代 \| 410年代 \| 420年代 \| 430年代 \| 440年代 |
| 年份： | 407年 \| 408年 \| 409年 \| 410年 \| 411年 \| 412年 \| 413年 \| 414年 \| 415年 \| 416年 \| 417年                                                                                        |
| 纪年： | 壬子年（鼠年）；东晋义熙八年；后秦弘始十四年；北魏永兴四年；北凉永安十二年，玄始元年；西涼建初八年；北燕太平四年；夏龍昇六年；南凉嘉平五年；西秦更始四年，永康元年；高句丽永乐二十二年 |

## 大事记
- 法顯從獅子國（斯里蘭卡）以海路回國，途中遇风暴经耶婆提国等地，最後在青州长广郡牢山南岸（今青岛市崂山区）上岸。
- 劉裕西伐荊州刺史劉毅，消滅劉毅後又圖伐蜀，十二月正式以朱齡石為益州刺史，率臧熹、蒯恩、劉鍾和朱林等共領二萬人伐蜀。

## 逝世
- 乞伏乾归